# نقش ثيودوت بن التيتانوس
نقش ثيودوت بن التيتانوس (في العبرية: כתובת תאודוטוס בן וטנוס) هو حجر محفور باليونانية سمي على اسم الرجل المذكور فيه. ربما كان النقش أمام كنيس في القدس خلال فترة الهيكل الثاني، ويصف مؤسسيه. تم العثور على النقش في الحفريات التي أجراها ريموند ويل في مدينة داود في القدس عام 1913 ، ويعود تاريخه إلى النصف الأول من القرن الأول الميلادي.

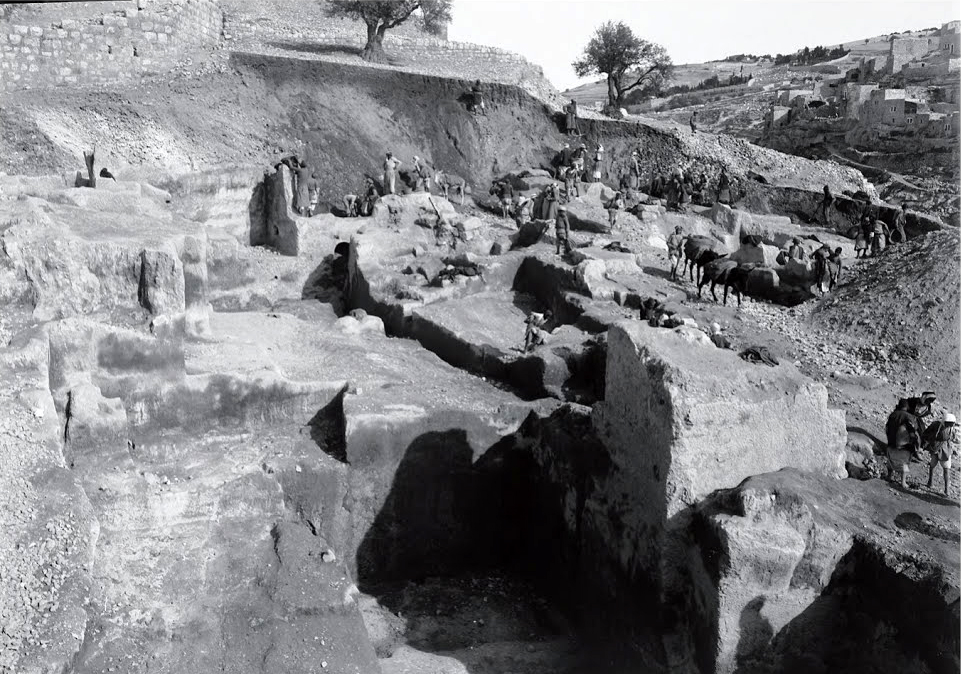
حفريات ريمون ويل في القدس

ترجمة النقش من اليونانية إلى العربية:
ثيودوت ابن التيتانوس كوهين ورئيس الكنيس
ابن رئيس مجمع يهودي. حفيد رئيس كنيس
بنى الكنيس لقراءة التوراة ودراسة الوصايا
(و) النزل والغرف (و) المرافق المائية
وذلك لاستضافة المحتاجين

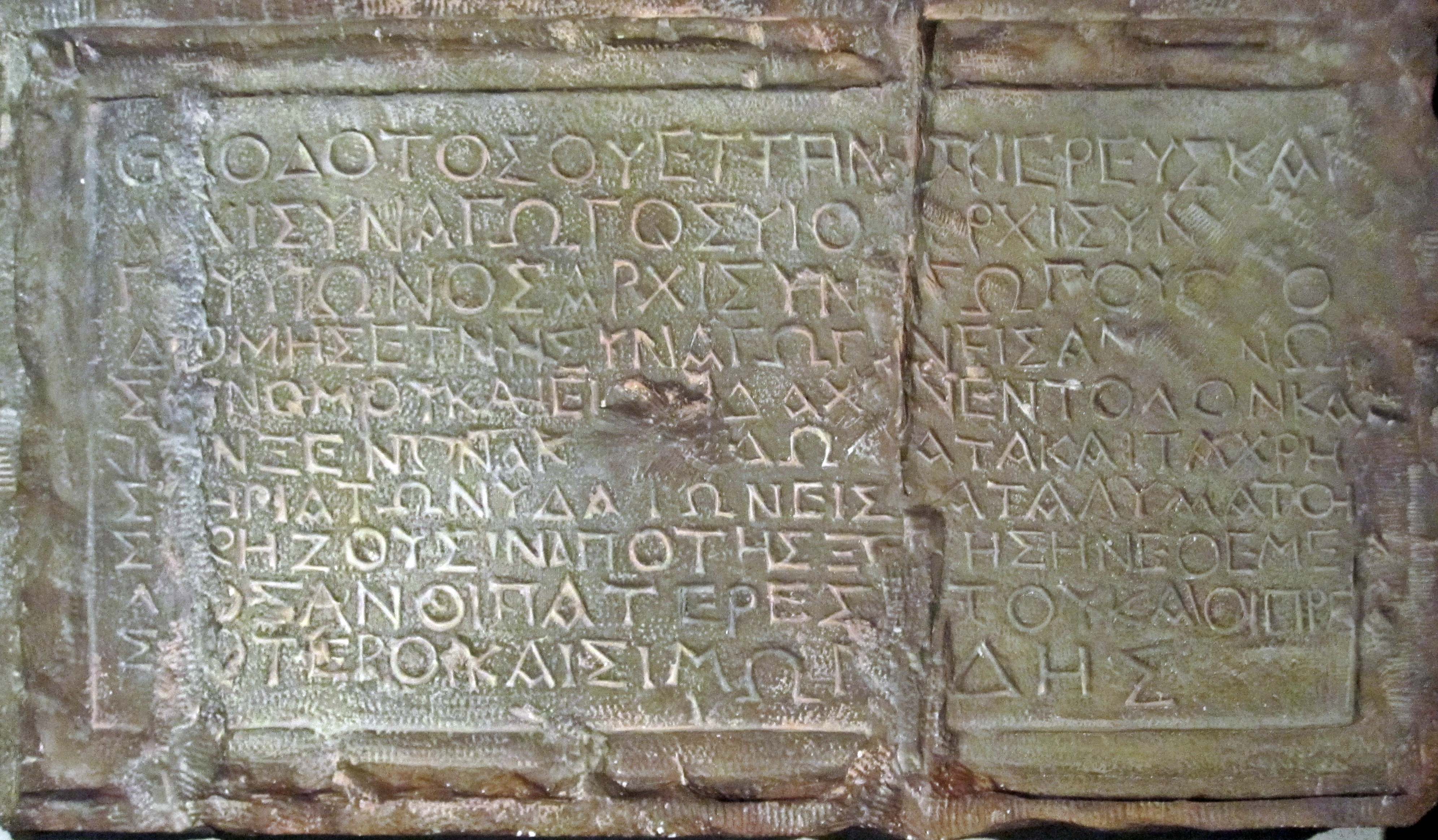
نقش ثيودوت بن التيتانوس

الذي (الكنيس) أسسه أجداده وشيوخه وسيمونيدس